# 4-Stunden-Rennen von Abu Dhabi 2025, 2. Rennen

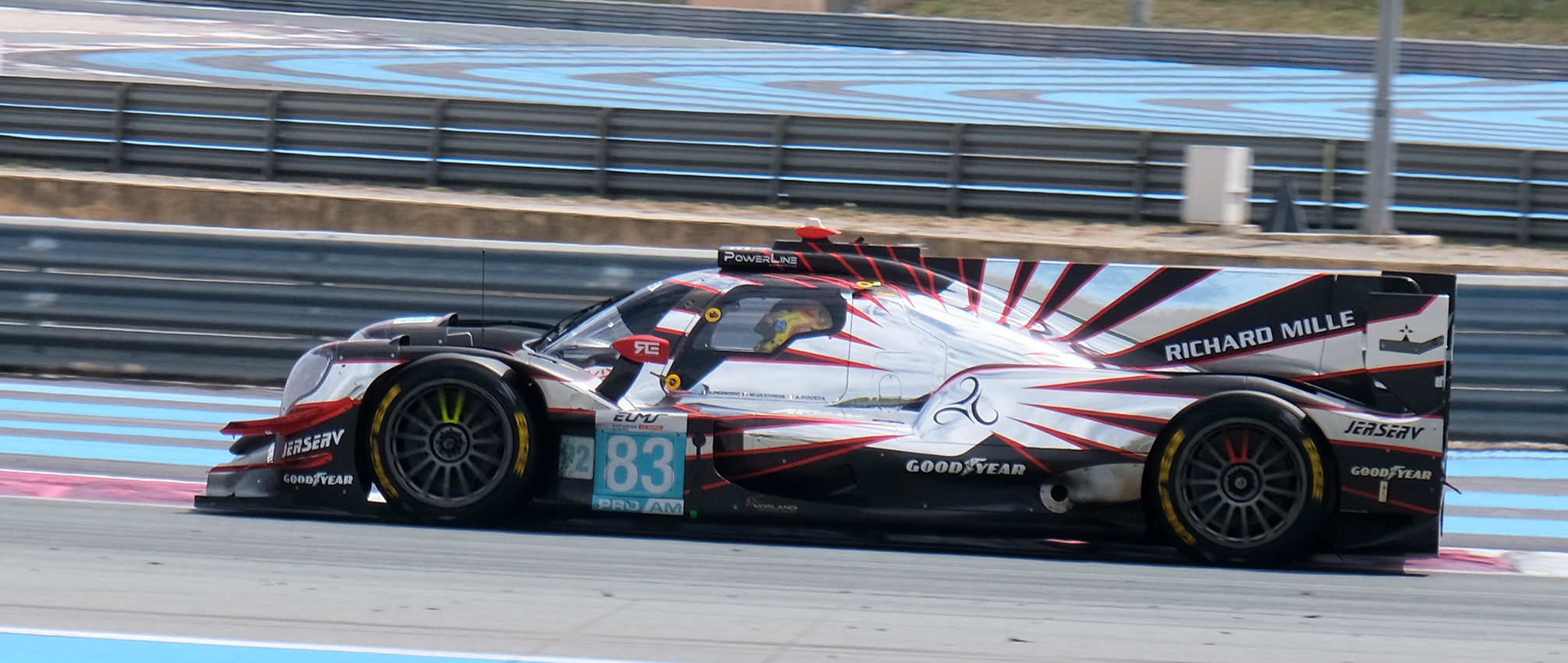
Der siegreiche AF-Corse-Oreca 07; hier beim 4-Stunden-Rennen von Le Castellet 2024

Das zweite 4-Stunden-Rennen von Abu Dhabi 2025, auch Asian Le Mans Series, 4 hours of Abu Dhabi 2025, fand am 16. Februar auf dem Yas Marina Circuit statt und war der sechste und letzte Wertungslauf der Asian Le Mans Series der Saison 2025.

## Das Rennen
François Perrodo, Matthieu Vaxivière und Alessio Rovera siegten im von AF Corse gemeldeten Oreca 07 beim letzten Saisonrennen der Asian Le Mans Series 2025. Im Ziel hatten sie 14,143 Sekunden Vorsprung auf Naveen Rao, Matthew Bell und Nicky Catsburg, die wie die Gesamtdritten Fred Poordad/Tristan Vautier/James Allen ebenfalls einen Oreca 07 fuhren. Nach einer frühen Roten Flagge (Rennabbruch) musste die ursprüngliche Fahrzeit von 4 Stunden um eine halbe Stunde verlängert werden.

## Ergebnisse

### Schlussklassement
| 1           | LMP2 | 83 | AF Corse                  | François Perrodo Matthieu Vaxivière Alessio Rovera       | Oreca 07                         | 120 |
| 2           | LMP2 | 24 | Nielsen Racing            | Naveen Rao Matthew Bell Nicky Catsburg                   | Oreca 07                         | 120 |
| 3           | LMP2 | 30 | RD Limited                | Fred Poordad Tristan Vautier James Allen                 | Oreca 07                         | 120 |
| 4           | LMP2 | 25 | Algarve Pro Racing        | Michael Jensen Malthe Jakobsen Valerio Rinicella         | Oreca 07                         | 120 |
| 5           | LMP2 | 11 | Proton Competition        | Alexander Mattschull Jonas Ried Mathias Beche            | Oreca 07                         | 120 |
| 6           | LMP2 | 22 | Proton Competition        | Giorgio Roda Vladislav Lomko Tom Dillmann                | Oreca 07                         | 120 |
| 7           | LMP2 | 50 | AF Corse                  | Jeremy Clarke Patrick Byrne Olivier Pla                  | Oreca 07                         | 119 |
| 8           | LMP2 | 91 | Pure Racing               | Aljaksandar Malychin Harry King Julien Andlauer          | Oreca 07                         | 119 |
| 9           | LMP3 | 49 | High Class Racing         | Mark Patterson Anders Fjordbach Thomas Kiefer            | Ligier JS P320                   | 114 |
| 10          | LMP3 | 15 | RLR M Sport               | Nick Adcock Ian Aguilera Chris Short                     | Ligier JS P320                   | 114 |
| 11          | LMP3 | 26 | Bretton Racing            | Jens Møller Griffin Peebles Theodor Jensen               | Ligier JS P320                   | 113 |
| 12          | LMP3 | 35 | Ultimate                  | Leonardo Colavita Matteo Quintarelli Louis Stern         | Ligier JS P320                   | 113 |
| 13          | GT   | 10 | Manthey                   | Antares Au Klaus Bachler Joel Sturm                      | Porsche 911 GT3 R (992)          | 113 |
| 14          | GT   | 89 | EBM                       | Jamie Day Mattia Drudi Gabriel Rindone                   | Aston Martin Vantage AMR GT3     | 113 |
| 15          | GT   | 74 | Kessel Racing             | Dustin Blattner Ben Tuck Dennis Marschall                | Ferrari 296 GT3                  | 113 |
| 16          | GT   | 27 | Optimum Motorsport        | Andrew Gilbert Fran Rueda Benjamin Goethe                | McLaren 720S GT3                 | 112 |
| 17          | GT   | 16 | Winward Racing            | Maro Engel ---- Viktor Shaytar ---- Sergey Stolyarov     | Mercedes-AMG GT3 EVO             | 112 |
| 18          | GT   | 57 | Car Guy                   | Takeshi Kimura Casper Stevenson Daniel Serra             | Ferrari 296 GT3                  | 112 |
| 19          | GT   | 92 | Manthey EMA               | Ryan Hardwick Riccardo Pera Richard Lietz                | Porsche 911 GT3 R (992)          | 112 |
| 20          | GT   | 98 | EMB                       | Brendon Leitch Marco Sørensen Anderson Tanoto            | Aston Martin Vantage AMR GT3 Evo | 112 |
| 21          | LMP3 | 43 | Inter Europol Competition | Steve Brooks Kévin Rabin Mikkel Kristensen               | Ligier JS P320                   | 112 |
| 22          | GT   | 99 | Herberth Motorsport       | Ralf Bohn Alfred Renauer Robert Renauer                  | Porsche 911 GT3 R (992)          | 112 |
| 23          | GT   | 81 | Winward Racing            | Luca Stolz Gabriele Piana ---- Rinat Salikhov            | Mercedes-AMG GT3 EVO             | 112 |
| 24          | GT   | 88 | Dragon Racing             | Giacomo Altoè Nicola Marinangeli Marco Pulcini           | Ferrari 296 GT3                  | 112 |
| 25          | GT   | 2  | Climax Racing             | Zhou Bihuang Elias Seppänen Ralf Aron                    | Mercedes-AMG GT3 EVO             | 112 |
| 26          | GT   | 85 | Iron Dames                | Célia Martin Sarah Bovy Michelle Gatting                 | Porsche 911 GT3 R (992)          | 112 |
| 27          | GT   | 28 | AF Corse                  | Massimiliano Wiser Manuel Franco Davide Rigon            | Ferrari 296 GT3                  | 112 |
| 28          | GT   | 19 | Blackthorn                | Jonny Adam Charles Bateman Giacomo Petrobelli            | Aston Martin Vantage AMR GT3     | 112 |
| 29          | GT   | 12 | Car Collection            | Bashar Mardini James Kell Nico Menzel                    | Porsche 911 GT3 R (992)          | 112 |
| 30          | GT   | 9  | GetSpeed                  | Anthony Bartone Steve Jans Fabian Schiller               | Mercedes-AMG GT3 EVO             | 112 |
| 31          | GT   | 79 | Tsunami RT                | Johannes Zelger Fabio Babini Daniel Gaunt                | Porsche 911 GT3 R (992)          | 111 |
| 32          | GT   | 51 | AF Corse                  | Custodio Toledo Cédric Sbirrazzuoli Riccardo Agostini    | Ferrari 296 GT3                  | 111 |
| 33          | GT   | 21 | Car Collection            | Hash Alex Fontana Yannick Mettler                        | Porsche 911 GT3 R (992)          | 111 |
| 34          | GT   | 23 | Absolute Racing           | Carl Wattana Bennett Gregory Bennett Chris van der Drift | Ferrari 296 GT3                  | 111 |
| 35          | GT   | 60 | Proton Competition        | Claudio Schiavoni Matteo Cressoni Alessio Picariello     | Porsche 911 GT3 R (992)          | 111 |
| 36          | GT   | 8  | Dragon Racing             | Todd Coleman Loracan Hanafin Aaron Telitz                | Ferrari 296 GT3                  | 110 |
| 37          | GT   | 87 | Origine Motorsport        | Yuan Bo Leo Ye Hongli Laurin Heinrich                    | Porsche 911 GT3 R (992)          | 109 |
| 38          | LMP2 | 20 | Algarve Pro Racing        | Kriton Lendoudis Olli Caldwell Alex Quinn                | Oreca 07                         | 108 |
| 39          | LMP3 | 34 | Inter Europol Competition | Tim Creswick Daniel Ali Douwe Dedecker                   | Ligier JS P320                   | 102 |
| Ausgefallen |      |    |                           |                                                          |                                  |     |
| 40          | LMP2 | 3  | DKR Engineering           | Georgios Kolovos Laurents Hörr Job van Uitert            | Oreca 07                         | 110 |
| 41          | LMP3 | 7  | Graff Racing              | Danial Frost James Winslow Alexander Bukhantsov          | Ligier JS P320                   | 108 |
| 42          | GT   | 82 | AF Corse                  | Conrad Laursen Charles-Henri Samani Nicolás Varrone      | Ferrari 296 GT3                  | 87  |
| 43          | GT   | 77 | Optimum Motorsport        | Morgan Tillbrook Tom Ikin Marvin Kirchhöfer              | McLaren 720S GT3                 | 61  |
| 44          | GT   | 96 | 2 Seas Motorsport         | Anthony McIntosh Parker Thompson Ben Barnicoat           | Mercedes-AMG GT3 EVO             | 6   |
| 45          | GT   | 42 | Prime Speed Sport         | René Heremana Malmezac Nick Foster Jono Lester           | Lamborghini Huracán GT3 EVO2     | 1   |

### Nur in der Meldeliste
Hier finden sich Teams, Fahrer und Fahrzeuge, die ursprünglich für das Rennen gemeldet waren, aber aus den unterschiedlichsten Gründen daran nicht teilnahmen.
| Pos. | Klasse | Nr. | Team             | Fahrer                                                              | Chassis                 |
| ---- | ------ | --- | ---------------- | ------------------------------------------------------------------- | ----------------------- |
| 46   | GT     | 14  | Climax Racing    | Lü Wei Ling Kang Lucas Auer                                         | Mercedes-AMG GT3 EVO    |
| 47   | GT     | 46  | QMMF by Herberth | Ibrahim Al-Abdulghan Abdulla Ali Al-Khelaifi Ghanim Ali Al Maadheed | Porsche 911 GT3 R (992) |

### Klassensieger
| Klasse | Fahrer           | Fahrer             | Fahrer         | Fahrzeug                | Platzierung im Gesamtklassement |
| ------ | ---------------- | ------------------ | -------------- | ----------------------- | ------------------------------- |
| LMP2   | François Perrodo | Matthieu Vaxivière | Alessio Rovera | Oreca 07                | Gesamtsieg                      |
| LMP3   | Mark Patterson   | Anders Fjordbach   | Thomas Kiefer  | Ligier JS P320          | Rang 9                          |
| GT     | Antares Au       | Klaus Bachler      | Joel Sturm     | Porsche 911 GT3 R (992) | Rang 13                         |

### Renndaten
- Gemeldet: 47
- Gestartet: 45
- Gewertet: 39
- Rennklassen: 3
- Zuschauer: unbekannt
- Wetter am Renntag: trocken und warm
- Streckenlänge: 5,281 km
- Fahrzeit des Siegerteams: 4:37:55,103 Stunden
- Gesamtrunden des Siegerteams: 120
- Gesamtdistanz des Siegerteams: 633,720 km
- Siegerschnitt: unbekannt
- Pole Position: Giorgio Roda – Oreca 07 (#22) – 1:41,534
- Schnellste Rennrunde: Harry King – Oreca 07 (#91) – 1:41,126
- Rennserie: 6. Lauf zur Asian Le Mans Series 2025